# 有吉ダマせたら10万円
『有吉ダマせたら10万円』（ありよしダマせたらじゅうまんえん）とは、フジテレビ系列にて放送されていたバラエティ特別番組。有吉弘行の冠番組である。

## 概要
芸能界一疑り深い男「有吉弘行」を普段は有吉にヤラレぱなし芸能人がゲストチャレンジャーとして、自作の「ウソ?ホント?」問題を仕掛けてくる、有吉をダマすことに成功すると一問に付き賞金、又はお金・貯金・一攫千金10万円がもらえる。
司会進行はバカリズムと永島優美アナウンサーが行うが、バカリズムも相田みつをのダミーポエムで最強の刺客として出演する。

## 放送日・内容
| 回数   | 放送日                   | 放送時間（JST）   | 放送枠               | 視聴率 |
| ------ | ------------------------ | ----------------- | -------------------- | ------ |
| 第1回  | 2018年7月29日（日曜日）  | 16:00 - 17:25     | 日曜スペシャル       | ？・％ |
| 第2回  | 2019年2月23日（土曜日）  | 21:00 - 23:10     | 土曜プレミアム       | ？・％ |
| 第3回  | 2020年2月22日（土曜日）  | 21:00 - 23:10     | 土曜プレミアム       | ？・％ |
| 第4回  | 2020年7月25日（土曜日）  | 21:00 - 23:10     | 土曜プレミアム       | ？・％ |
| 第5回  | 2021年2月6日（土曜日）   | 21:00 - 23:10     | 土曜プレミアム       | ？・％ |
| 第6回  | 2021年10月16日（土曜日） | 21:00 - 23:10     | 土曜プレミアム       | ？・％ |
| 第7回  | 2022年3月5日（土曜日）   | 21:00 - 23:10     | 土曜プレミアム       | ？・％ |
| 第8回  | 2022年11月5日（土曜日）  | 21:00 - 23:10     | 土曜プレミアム       | ？・％ |
| 第9回  | 2023年2月25日（土曜日）  | 21:00 - 23:10     | 土曜プレミアム       | ？・％ |
| 第10回 | 2023年7月23日（日曜日）  | 15:00頃 - 16:30頃 | FNS27時間TV 鬼笑い祭 |        |

※視聴率は関東地区、ビデオリサーチ調べ。

## 出演者

### メインキャスト
- 有吉弘行

### 進行
- バカリズム
- 永島優美（フジテレビアナウンサー）（第1回 - 第5回、第7回 - ）
- 山﨑夕貴（フジテレビアナウンサー）（第6回）

### ゲストチャレンジャー
※登場順に記載
第1回
- 青山テルマ
- 森田正光
- 有村藍里
- 児嶋一哉（アンジャッシュ）
- カンニング竹山

第2回
- 千鳥
- 若槻千夏
- 長嶋一茂
- カンニング竹山
- アンミカ
- IKKO
- 村上佳菜子

第3回
- EXIT
- 純烈
- 近藤真彦
- モーリー・ロバートソン
- 指原莉乃

第4回
- かまいたち
- 霜降り明星
- 渡辺直美
- 児嶋一哉（アンジャッシュ）
- 三村マサカズ（さまぁ〜ず）
- 京本大我＆田中樹（SixTONES）

第5回
- フワちゃん
- チョコレートプラネット
- 松坂桃李
- 市川猿之助
- 児嶋一哉（アンジャッシュ）
- ミキ

第6回
- ハリセンボン
- ロバート
- 天海祐希＆友近
- 児嶋一哉（アンジャッシュ）＆小木博明（おぎやはぎ）
- 劇団ひとり
- オズワルド

第8回
- 純烈（酒井一圭・後上翔太・白川裕二郎・小田井涼平）
- ダチョウ倶楽部（肥後克広・寺門ジモン）
- 森田哲矢（さらば青春の光）
- 西畑大吾・高橋恭平・藤原丈一郎（なにわ男子）
- 狩野英孝
- 尾形貴弘（パンサー）

第10回
- 千鳥
- かまいたち
- ダイアン

## ルール
ゲストが様々なジャンルの問題を有吉に出題。ゲストは見事有吉をダマし切る事ができたら1問につき10万円の賞金を獲得できる。
有吉は最後まで正解（チャレンジャーをダマし、10万円獲得を阻止）しなければならない。

## ネット局

### 第1回
| 放送対象地域 | 放送局           | 系列           | 放送時間                         | ネット状況 |
| ------------ | ---------------- | -------------- | -------------------------------- | ---------- |
| 関東広域圏   | フジテレビ（CX） | フジテレビ系列 | 2018年7月29日（日）16:00 - 17:25 | 【制作局】 |

### 第2回以降
| 放送対象地域   | 放送局                    | 系列                                         | ネット状況 |
| -------------- | ------------------------- | -------------------------------------------- | ---------- |
| 関東広域圏     | フジテレビ（CX）          | フジテレビ系列                               | 【制作局】 |
| 北海道         | 北海道文化放送（uhb）     | フジテレビ系列                               | 同時ネット |
| 岩手県         | 岩手めんこいテレビ（mit） | フジテレビ系列                               | 同時ネット |
| 宮城県         | 仙台放送（OX）            | フジテレビ系列                               | 同時ネット |
| 秋田県         | 秋田テレビ（AKT）         | フジテレビ系列                               | 同時ネット |
| 山形県         | さくらんぼテレビ（SAY）   | フジテレビ系列                               | 同時ネット |
| 福島県         | 福島テレビ（FTV）         | フジテレビ系列                               | 同時ネット |
| 新潟県         | NST新潟総合テレビ（NST）  | フジテレビ系列                               | 同時ネット |
| 長野県         | 長野放送（NBS）           | フジテレビ系列                               | 同時ネット |
| 静岡県         | テレビ静岡（SUT）         | フジテレビ系列                               | 同時ネット |
| 中京広域圏     | 東海テレビ（THK）         | フジテレビ系列                               | 同時ネット |
| 富山県         | 富山テレビ（BBT）         | フジテレビ系列                               | 同時ネット |
| 石川県         | 石川テレビ（ITC）         | フジテレビ系列                               | 同時ネット |
| 福井県         | 福井テレビ（FTB）         | フジテレビ系列                               | 同時ネット |
| 近畿広域圏     | 関西テレビ（KTV）         | フジテレビ系列                               | 同時ネット |
| 岡山県・香川県 | 岡山放送（OHK）           | フジテレビ系列                               | 同時ネット |
| 島根県・鳥取県 | さんいん中央テレビ（TSK） | フジテレビ系列                               | 同時ネット |
| 広島県         | テレビ新広島（tss）       | フジテレビ系列                               | 同時ネット |
| 愛媛県         | テレビ愛媛（EBC）         | フジテレビ系列                               | 同時ネット |
| 高知県         | 高知さんさんテレビ（KSS） | フジテレビ系列                               | 同時ネット |
| 福岡県         | テレビ西日本（TNC）       | フジテレビ系列                               | 同時ネット |
| 佐賀県         | サガテレビ（STS）         | フジテレビ系列                               | 同時ネット |
| 長崎県         | テレビ長崎（KTN）         | フジテレビ系列                               | 同時ネット |
| 熊本県         | テレビくまもと（TKU）     | フジテレビ系列                               | 同時ネット |
| 宮崎県         | テレビ宮崎（UMK）         | フジテレビ系列 日本テレビ系列 テレビ朝日系列 | 同時ネット |
| 鹿児島県       | 鹿児島テレビ（KTS）       | フジテレビ系列                               | 同時ネット |
| 沖縄県         | 沖縄テレビ（OTV）         | フジテレビ系列                               | 同時ネット |

## スタッフ

### 第9回
- ナレーター：松元真一郎
- 構成：福原フトシ、大井洋一、飯塚大悟（飯塚→第1,3回-）、デーブ八坂、下江すなお（デーブ・下江→第9回）
- TD/SW：長尾康平
- CAM：飯島知紀（第9回）
- AUD：佐藤博隆（第9回）
- VE：鈴木貴裕
- PA：佐々木洋（第9回）
- 照明：穴田健二
- 美術プロデューサー：林政之（第6回-）
- デザイン：永井達也（フジテレビ）
- アートコーディネーター（第2,6回-、第3-5回は美術進行）：谷元沙紀（第9回）
- 大道具製作：宮路博貴
- 大道具操作：丸山(野)彰久（第1-7,9回）
- アクリル装飾：加藤徳格（第8回-）
- 電飾：釜田慶一（第8回-）
- モニター：上田響（第8回-）
- 特効：片渕秋（第8回-）
- 花装飾：荒川直史
- メイク：山田かつら
- 編集：鷺坂成己（第6回-）
- MA：馬場亮輔（第9回）
- 音効：村松聡
- 技術協力：fmt、STUDIO 38
- 美術協力：フジアール
- 撮影協力：バナナの神様 原宿竹下通り店、BODYLINE 原宿店、原宿竹下通り商店会、表参道バンブー（共に第9回）
- 協力：太田プロダクション
- 編成：上原寿一（フジテレビ、第6回-）
- 広報：山本太欧（フジテレビ）
- CG：ミュールワン（第8回-）
- TK：海東祐里奈（第6回-）
- AD：成田朝陽、牧野有里、足立さくら、松本みず沙、村井千夏、秋山千佳（成田→第4回-、牧野→第8回-、足立・松本・村井・秋山→第9回）
- FD：及能貴之（第1-6,8回-）
- 制作プロデューサー：山北剛士（第2回ではプロデューサー）
- AP：馬場ゆうみ（第3回-）
- ディレクター：山口敏（第8回-）、龍辰彦（第1-4,6回-）、松木拓海（第1回はAD、第2,3,5,9回）、久野和洋、内田義之（内田→第9回）、小林悦子（第8回-）
- 演出：水野達也
- プロデューサー：五十嵐元（フジテレビ）、北山孝（共に第6回-）、福永勇樹（第9回、第4-8回ではAP）
- チーフプロデューサー：武田誠司（フジテレビ、第1,2回は企画、第3回からはチーフプロデューサー）
- 制作協力：ジーヤマ
- 制作：フジテレビ編成制作局制作センター第二制作室（第3回 - ）
- 制作著作：フジテレビ

### 過去のスタッフ
- 構成：小杉四駆郎（第1回）、田中淳也（第2回）、成瀬正人（第3回）、寺坂直毅（第8回）
- TP：田熊克二（第1回）
- CAM：真野昇太（第8回まで）
- AUD：盛田浩尉（第8回まで）
- PA：渡眞利泰樹（第2回）、山崎源太（第7回）、築館幸宜（第8回）
- VE：関口翔平（第1回）、白波考大（第2回）
- 照明：堀田耕二（第1回）
- 美術：澁谷政史（第1回）
- 美術プロデューサー：内藤佳奈子（第2-5回）
- アートコーディネーター（第2,6回-、第3-5回は美術進行）：村瀬大（第2,6-8回、第3-5回は美術進行）
- 大道具操作：楢崎善正（第8回）
- 装飾：テレフィット（第2回）、高祖朋代（第6回まで）
- 電飾：後藤佑介（第4回まで）、日下信二（第5-7回）
- アクリル装飾：谷口航平（第7回まで）
- モニター：大高貢（第7回まで）
- 特効：東京特殊効果（第4回まで）、倉谷美奈絵（第5回）、仁井田真希（第6回）、福島正勝（第7回）
- 編集：東勇輝（第1,2,4,5回）、岩見貴南（第3回）、佐々木悠（第6回）、阿部楓（第6,7回）、宇田裕紀（第8回）
- MA：釜井敬典（第1-6,8回）、山田一宏（第7回）
- 美術協力：アックス（第1回）
- リサーチ：フルタイム、SACKA（フル・SACCA→第1回）、フォーミュレーション（第2回）、川原奈名子（第5回まで）
- 撮影協力：ステラート、ロンビックスタジオ、RAKU SPA鶴見、竜王ラドン温泉ホテル湯～とぴあ（RAKU・竜王→第6回）、Dance Studio Cieio（第7回）、鹿児島レディスカレッジ（第8回）
- CG：Not At All（第7回まで）
- 編成：島本講太（フジテレビ、第5回まで）
- 広報：高橋慶哉（フジテレビ、第3回）
- 営業：佐藤三保子（フジテレビ、第4回まで）
- TK：前場莉奈（第5回まで）
- AD：坂本晴菜、渡辺律（坂本・渡辺→第1回）、内海良直、宮崎弘平、早乙女啓、大野明日香（内海〜大野→第2回）、佐藤圭、渥美佐和子（佐藤・渥美→第3回）、金子陽平（第3-5回）、山中詩朋里、竹内允人、柴田恵（山中・竹内・柴田→第4回）、八本航輝（八本→第4-7回）、中村秀康（中村→第4,6,7回）、内田凌平、信保優人（内田・信保→第5回）、佐藤実月（佐藤実→第5-7回）、大橋百花（大橋→第6回）、藤本日向子、山口貴祐（藤本・山口→第7回）、渡邉美翔、原亮太、丸崎玲奈、鎌田芽衣佳、小川比寧（渡邉〜小川→第8回）
- AP：若林亜希（第3回）、和田敬子（第8回）
- FD：福岡和哉（第2回）、川名良和（第7回）
- ディレクター：本広丈二（第1,2,4,5回）、田中孝之（第2回）、井谷光太郎（第4回まで）、三澤香恋（第4-7回）、吉田康生（第6回）、落岩将平、師岡靖成（師岡→第5-7回）、長谷川雄平（第8回、一時離脱）、吉澤直樹（吉澤→第8回）
- プロデューサー：飯沼美佐子（第5回まで）